# مغزرة بستانية
مغزرة بستانية (الاسم العلمي: Polygala campestris) هي نوع نباتي يتبع جنس المغزرة من فصيلة المغزرية.